# Bolsover
Bolsover ist eine Stadt im District Bolsover in der Grafschaft Derbyshire, England. Bolsover ist 36,6 km von Derby entfernt. Im Jahr 2011 hatte es 12.200 Einwohner und Bolsover (District) 75.866. Bolsover wurde 1086 im Domesday Book als Belesovre erwähnt.